# Фонтанела (Козенца)
Фонтанела (итал. Fontanella) је насеље у Италији у округу Козенца, региону Калабрија.
Према процени из 2011. у насељу је живело 57 становника. Насеље се налази на надморској висини од 658 м.